# Fantasmas asustados
 Fantasmas asustados  es una película en blanco y negro de Argentina dirigida por Carlos Rinaldi sobre su propio guion escrito en colaboración con René Mugica sobre un argumento de Máximo Aguirre que se estrenó el 16 de mayo de 1951 y tuvo como protagonistas a Los Cinco Grandes del Buen Humor y Susana Campos.

## Sinopsis
Una hermosa muchacha que vive en una vieja mansión que se dice encantada tratará con la ayuda de cinco jóvenes de desenmascarar a unos “asustadores”.

## Reparto
Intervinieron en el filme los siguientes intérpretes:
- Rafael Carret…Pato
- Jorge Luz…Jorge
- Zelmar Gueñol…Zelmar
- Guillermo Rico…Guille
- Juan Carlos Cambón…Cambón
- Susana Campos …Liliana Elizalde
- Marcelino Ornat…Julio César Andreotti
- Susana Vargas…Sra. Andreotti
- Alberto Barcel…Bruno
- Jorge Villoldo…Antonio
- Eduardo de Labar…Laucha
- Rafael Salvatore…Nene
- Diego Marcote…Policía
- José Dorado…Raúl
- César Mariño…Comisario
- Alfonso Pisano
- Carlos Campagnale…Muchacho en camping
- María V. de Blasco…Paralítica
- Carlos Enríquez… Mayordomo

## Comentarios
La Nación dijo en su crónica sobre el filme:

”Agilidad en la acción y absoluto desenvolvimiento de los intérpretes…La técnica es buena y el ambiente apropiado y bien puesto.”

Por su parte Manrupe y Portela escriben:

”Los Cinco Grandes en clave terrorífica como tantos otros cómicos desde los comienzos del cine. Y como siempre, algunos buenos chistes salvan la plata”